# Алазея
Алазе́я (якут. Алаһай) — большая река в России, протекает на северо-востоке Якутии. К востоку от Индигирки впадает в Восточно-Сибирское море.

## Этимология
Открыта в XVII веке русскими землепроходцами. Название по наименованию юкагирского рода алайи, который кочевал по этой реке.

## География и гидрология

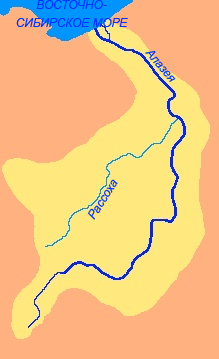

Длина реки — 1520 км (в некоторых источниках указывается длина 1590 км — вместе с левой образующей Нелькан). По разным оценкам площадь водосборного бассейна составляет от 64 700 км² до 74 700 км².
Образуется слиянием рек Нелькан и Кадылчан на Алазейском плоскогорье, в верховьях на протяжении примерно 100 км от истока имеет горный характер. Далее протекает по тундре, на этом участке реки её русло сильно меандрирующее, протоками сообщается с многочисленными озёрами.
Русло Алазеи извилисто; у устья река разделяется на ряд протоков, из них наиболее крупные — Логашкина и Тынялькут. Для водного режима реки характерно растянутое весенне-летнее половодье, чему, вероятно, способствует значительная озёрность её бассейна: в бассейне Алазеи расположено свыше 24 тысяч небольших озёр.
К востоку от устья Индигирки впадает в Восточно-Сибирское море.
Питание реки преимущественно снеговое и дождевое. Средний расход в устье 320 м³/с. Река замерзает в конце сентября — начале октября, обычно полностью перемерзает с середины декабря до середины мая, вскрывается в конце мая — начале июня.

### Притоки
Крупнейший приток (левый) — Россоха. В таблице ниже перечислены притоки от устья длиной более 100 км:
| Название                   | Расстояние от устья | Длина | Положение |
| -------------------------- | ------------------- | ----- | --------- |
| Кусаган-Атах               | 304                 | 154   | правый    |
| Рассоха                    | 383                 | 790   | левый     |
| Слобода                    | 725                 | 168   | правый    |
| Буор-Юрях (нижний приток)  | 1012                | 244   | правый    |
| Буор-Юрях (верхний приток) | 1411                | 131   | левый     |

## История
На реке Алазее русские первопроходцы впервые в 1642 году встретились с народом чукчи. Алазейский острог на реке был поставлен в конце XVII — начале XVIII века. Название берёт от юкагирского рода алайи, который кочевал в окрестностях данной реки.